# 福本義人
福本 義人（ふくもと よしと、1943年（昭和18年） - ）は、テレビドラマ演出家、満州出身。1978年、テレパック入社、その後共同テレビジョンに移籍し、東京工芸大学芸術学部映像学科教授を経て、現在は映像テクノアカデミア講師。テレビドラマの演出に今なお携わっており、2008年末には久々に共同テレビとタッグを組み『長生き競争!』を手掛けた。現在はファインエンターテイメント所属で同社作品を多く手掛けている。

## 演出作品実績

### テレパック時代
- 東京メグレ警視シリーズ
- チェックメイト78(11話)
- 土曜ワイド劇場
  - ピンクハンター
  - 混浴露天風呂連続殺人シリーズ
- 望郷の星－長谷川テルの青春(TBS)
- 父さんからの贈り物
- 嫁がず、出もどり、小姑
- 笑顔泣き顔ふくれ顔
- おにいちゃん(TBS)
- 月曜ドラマランド
  - 長谷川町子の意地悪クッキー
  - あんみつ姫
  - どきどき婦警さん
  - のんき君
  - てんてん娘
  - 野球狂の詩
  - まさし君
  - いたずらエンジェル おじゃ魔天使
  - 機動少女隊 ホールドアップ
  - いたずらスチュワーデス!　お嬢さまお手やわらかに

### 共同テレビ時代
- 月曜ドラマランド
  - 透明少女
  - 超少女!はるひワンダー愛
  - 子供の日特別企画　シブがき隊スシ食いねェ!
- 金曜女のドラマスペシャル
- あまえないでョ!
- 同級生は13歳
- ギョーカイ君が行く!
- 男と女のミステリー　
  - 駅－THE STATION
- あなたが欲しい
- やっぱり猫が好き殺人事件
- 世にも奇妙な物語
  - 1997年　秋の特別編「自殺悲願」
  - 1998年　秋の特別編「ダジャレ禁止令」
  - 2004年　秋の特別編「地獄は満員」
- 3番テーブルの客
- 実録 福田和子
- リング〜最終章〜
- モーニング娘。サスペンスドラマスペシャル
  - おれがあいつであいつがおれで
- 乱歩R
- ドリーム〜90日で1億円〜
- 実録・小野田少尉遅すぎた帰還（終戦60年記念2時間ドラマ）
- けものみち
- 貯まる女
- 長生き競争!

### ファインエンターテイメント時代
- 命のバトン〜最高の人生の終わり方
- 十津川刑事の肖像